# أحمد سامي الجلبي
أحمد سامي إبراهيم الجلبي (1932 - 26 فبراير 2009) صحافي وأديب عراقي من مواليد مدينة الموصل، رائد وناشط في مجال المجتمع المدني ورئيس تحرير جريدة فتى العراق الموصلية ومن سدنة التراث الموصلي.

## نبذة
أبوه إبراهيم الجلبي من وجهاء الموصل واعلامها واحد الناشطين السياسيين في الموصل، حيث أسس هو ورفاقه حزب العمال في الموصل وهو من أول التيارات التي شكلت في الموصل متأثرة بالجو السياسي العام الذي ساد المنطقة. ولم يصدر الترخيص الحكومي للحزب وبقيت جريدة العمال تصدر ويتولى تحريرها إبراهيم الجلبي.
في هذا الجو نشأ أحمد سامي الجلبي وفيه تربى والتقى بالكثير من الناشطين السياسيين والكثير من اعلام الموصل بحكم عمله في جريدة فتى العراق التي أسسها أبوه في منتصف الأربعينات. حصل على دبلوم من كلية الصحافة سنة 1952. عمل في وظائف عدة في الموصل اخرها مديرا للرعاية الاجتماعية في الموصل. نشط في مجال تنظيم المجتمع المدني بالموصل حيث ساهم مساهمة فعالة في إنشاء الأندية الرياضية وتولى رئاسة نادي الفتوة الرياضي في الموصل. شارك في تأسيس جمعية البر الإسلامية وتولى رئاستها كذلك وهو عضو في جمعية الشبان المسلمين. تولى رئاسة تحرير جريدة فتى العراق بعد إعادتها للصدور حتى وفاته.

## مؤلفات
- صفحات مطوية من تاريخ الصحافة الموصلية، مكتبة الفتى، 2006[5]

## وفاته
توفي في إحدى مستشفيات العاصمة الأردنية عمّان يوم الخميس 26 فبراير 2009. كان الفقيد ذاكرة الموصل التي خزنت كل احداثها ورجالاتها.